# Zofia Hohenzollern (1870–1932)
Zofia Dorota Ulryka Alicja Hohenzollern (ur. 14 czerwca 1870 w Poczdamie w Niemczech, zm. 13 stycznia 1932 we Frankfurcie) – księżniczka pruska, królowa Grecji.

## Życiorys
Zofia Dorota Ulryka była córką cesarza Niemiec Fryderyka III Hohenzollerna i cesarzowej Wiktorii (a po niej wnuczką królowej Wiktorii). Była siostrą cesarza niemieckiego Wilhelma II. W rodzinie nazywano ją „Sossy”.
27 października 1889 poślubiła późniejszego króla Konstantyna I. Grecy byli bardzo zadowoleni z tego ślubu, ponieważ zgodnie z przepowiednią, za panowania Konstantyna i Zofii (imiona ostatnich władców Konstantynopola przed zdobyciem go przez Turków) Konstantynopol stanie się ponownie chrześcijański. Para królewska doczekała się sześciorga dzieci:
- Jerzego II (1890–1947), król Grecji (1922–1924 i 1935–1947);
- Aleksandra (1893–1920), król Grecji (1917–1920);
- Heleny (1896–1982), królowa rumuńska;
- Pawła I (1901–1964), król Grecji (1947–1964);
- Ireny (1904–1974), księżna Aosty;
- Katarzyny (1913–2007).

W 1890 Zofia ogłosiła swój zamiar przejścia z luteranizmu na greckie prawosławie, co spowodowało jej konflikt z niemiecką rodziną, szczególnie z cesarzową, Augustą Wiktorią. W czasie I wojny światowej Zofia niesłusznie była podejrzewana o proniemieckie sympatie, gdyż jej brat był cesarzem Niemiec. W rzeczywistości, podobnie jak matka, była probrytyjska.
Niezwykle dystyngowana królowa Zofia była bardzo nieśmiała, wolała więc zajmować się dziećmi i niemal nigdy nie pokazywała się publicznie. Bywała przesadnie skrupulatna: każdej soboty wkładała białe rękawiczki, by sprawdzić czystość pałacowych mebli.
W 1916, gdy król i królowa zamieszkiwali w Tatoi, wybuchł tajemniczy pożar, który zniszczył ich pałac i większość otaczających go lasów. Królowa Zofia przebiegła półtorej mili trzymając w ramionach najmłodsze dziecko.
16 czerwca 1917 Konstantyn I abdykował. Zofia wraz z całą rodziną królewską wyjechała do Szwajcarii. W kraju pozostał jej syn, ówczesny król Aleksander I, który umarł w 1920. Konstantyn I otrzymał propozycję objęcia tronu po synu i cała rodzina wróciła do Grecji. Po porażce w wojnie w Azji Mniejszej, król został zmuszony do abdykacji.
W ostatnich latach życia zdiagnozowano u królowej raka. Zofia zmarła w 1932 w Niemczech. Po przywróceniu monarchii została ponownie pochowana, tym razem na cmentarzu królewskim w Tatoi, obok męża i innych członków rodziny królewskiej.